# Reisszug

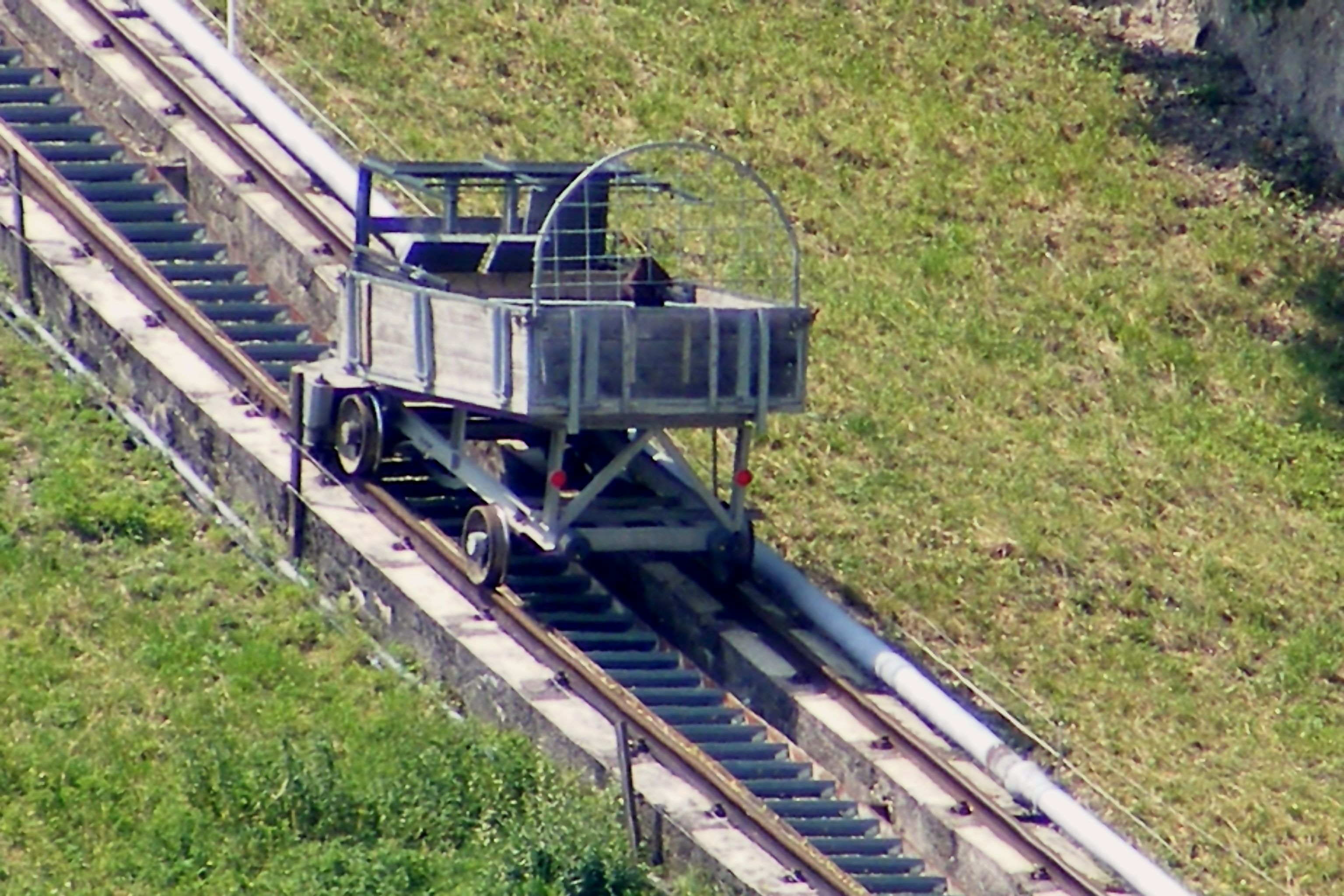
Vagn på Bergbanan.

Reisszug (Reißzug), även Reiszug, är en privat bergbana för gods till Hohensalzburg i Salzburg i Österrike. Den anses vara världens äldsta som fortfarande är i drift.
Bergbanan beskrevs första gången år 1515 av Matthäus Lang von Wellenberg, som senare blev ärkebiskop i Salzburg. Den har samma sträckning som på den tiden och börjar vid Nonnberg utanför östra slottsmuren. Banan, som har en lutning på 67%, passerar genom fem murar innan den når slottsplatsen. De tjocka träportarna i muren, och därmed bergbanan, kan dateras till mellan 1495 och 1504.
Ursprungligen skedde transporten med hjälp av två slädar som var förbundna med ett långt rep, men de ersattes snart av en vagn på räls av trä. Vagnen drogs av hästar och oxar och ibland av straffångar. Idag är rälsen av stål och vagnen dras av en elektrisk vinsch, som installerades 1910. Bergbanan har renoverats flera gånger, senast 2017.